# Ruta Provincial 13 (Santa Fe)
La Ruta Provincial 13 es una carretera pavimentada de 565 km de jurisdicción provincial que atraviesa verticalmente la provincia de Santa Fe, República Argentina.
Es una de las pocas, quizá la única, que conecta la provincia de norte a sur.
Comienza en la RP 65 en la ciudad de Las Rosas y finaliza a 76 km de Los Amores, en el límite con la provincia de Chaco, continuando como Ruta Provincial 18.
Entre la localidad de Sunchales y el acceso a Ataliva, se superpone su traza con la de la Ruta Nacional 34. Otras de las superposiciones de la traza de la ruta, se da entre las localidades de San Cristóbal y el acceso a la localidad de La Cabral, esta vez, superponiéndose con la traza de la Ruta Provincial 2.
Esta ruta, desde hace un tiempo a la fecha, está en proceso de mejoras y repavimentación.

## Recorrido
Las ciudades y pueblos por los que pasa esta ruta de este a oeste son las siguientes (los pueblos con menos de 5.000 habitantes figuran en itálica).
- Belgrano: Las Rosas (km 0).
- San Martín: Los Cardos (km 15,5), El Trébol (km 26,6), Carlos Pellegrini (km 49), San Jorge (km 70,5), Sastre (km 84).
- Departamento Castellanos: María Juana (km 97), Estación Clucellas (km 114), Clucellas (km 123), Saguier (km 140), Presidente Roca (km 154), Sunchales (km 185), Ataliva, Humberto Primo, Virginia
- Departamento San Cristóbal: Capivara, San Cristóbal, Santurce

Desde 2023, el tramo hasta Clucellas lleva el nombre de Carlos Alberto Pairetti, un piloto de Turismo Carretera nacido en dicho poblado.

## Áreas de servicio
En Sunchales, Rafaela, Clucellas, Sastre, San Jorge, Carlos Pellegrini, El Trébol, Las Rosas y San Cristóbal sobre la traza de la ruta, hay áreas de servicio donde se puede cargar combustibles líquidos y GNC.